# Блізоцин (Люблінське воєводство)
Блізоцин (пол. Blizocin) — село в Польщі, у гміні Єзьожани Любартівського повіту Люблінського воєводства.
Населення — 200 осіб (2011).

## Демографія
Демографічна структура станом на 31 березня 2011 року:
|          | Загалом | Допрацездатний вік | Працездатний вік | Постпрацездатний вік |
| -------- | ------- | ------------------ | ---------------- | -------------------- |
| Чоловіки | 104     | 19                 | 69               | 16                   |
| Жінки    | 96      | 16                 | 46               | 34                   |
| Разом    | 200     | 35                 | 115              | 50                   |